# Arba (stolica tytularna)
Arba (łac. Diocesis Arbensis) – stolica historycznej diecezji w Dalmacji Inferiore istniejącej od czasów starożytnych do roku 1828, kiedy to została włączona w skład diecezji Krk. Sufragania również historycznej archidiecezji Salona. Współcześnie miejscowość Rab na wyspie Rab w Chorwacji. Obecnie katolickie biskupstwo tytularne. 

## Biskupi tytularni
| Lp. | Biskup                     | Funkcja                                        | Od                   | Do               |
| --- | -------------------------- | ---------------------------------------------- | -------------------- | ---------------- |
| 1   | Paul Leonard Hagarty       | wikariusz apostolski Bahamów                   | 25 czerwca 1950      | 5 lipca 1960     |
| 2   | Edward Ernest Swanstrom    | biskup pomocniczy Nowego Jorku (USA)           | 14 września 1960     | 10 sierpnia 1985 |
| 3   | Patricio Maqui Lopez       | biskup pomocniczy Nueva Segovia (Filipiny)     | 16 października 1985 | 20 lutego 1991   |
| 4   | Jan Paweł Lenga            | administrator apostolski Kazachstanu           | 13 kwietnia 1991     | 7 lipca 1999     |
| 5   | Cyryl Klimowicz            | biskup pomocniczy mińsko-mohylewski (Białoruś) | 13 października 1999 | 17 kwietnia 2003 |
| 6   | Zacharias Jimenez          | biskup pomocniczy Butuan (Filipiny)            | 11 czerwca 2003      | 19 kwietnia 2018 |
| 7   | Júlio César Souza de Jesus | biskup pomocniczy Fortalezy (Brazylia)         | 11 lipca 2018        | 7 czerwca 2024   |
| 8   | Luis Alfonso Tut Tun       | biskup pomocniczy Antequery (Meksyk)           | 21 czerwca 2024      |                  |